# Belém (kommun i Brasilien, Alagoas)
Belém är en kommun i Brasilien.   Den ligger i delstaten Alagoas, i den östra delen av landet, 1 400 km nordost om huvudstaden Brasília. Antalet invånare är 4 551.
Omgivningarna runt Belém är huvudsakligen savann. Runt Belém är det ganska glesbefolkat, med 39 invånare per kvadratkilometer.